# Gennaro Bracigliano
Gennaro Bracigliano (Forbach, 1 maart 1980) is een Frans voetbaldoelman. Sinds 2014 speelt hij in de Indian Super League bij Chennaiyin FC.

## Carrière
Op 13 maart 2012 maakte Bracigliano zijn debuut in de achtste finales van de Champions League nadat de eerste doelman van Olympique Marseille, Steve Mandanda, in de blessuretijd van de terugwedstrijd tegen Internazionale zijn tweede gele kaart kreeg en het veld moest verlaten.
Op 21 augustus 2014 werd bekend dat Bracigliano namens Chennaiyin FC deel zou nemen aan de eerste editie van de Indian Super League. Hij maakte tijdens de eerste speelronde zijn debuut in de gewonnen wedstrijd tegen FC Goa.

## Erelijst

### MetAngers SCO
| Competitie           | Winnaar | Winnaar | Runner-up | Runner-up |
| Competitie           | Aantal  | Jaren   | Aantal    | Jaren     |
| -------------------- | ------- | ------- | --------- | --------- |
| Nationaal            |         |         |           |           |
| Championnat National |         |         | 1x        | 2003      |

### MetAS Nancy
| Competitie        | Winnaar | Winnaar | Runner-up | Runner-up |
| Competitie        | Aantal  | Jaren   | Aantal    | Jaren     |
| ----------------- | ------- | ------- | --------- | --------- |
| Nationaal         |         |         |           |           |
| Ligue 2           | 1x      | 2005    |           |           |
| Coupe de la Ligue | 1x      | 2006    |           |           |

### MetOlympique Marseille
| Competitie            | Winnaar | Winnaar | Runner-up | Runner-up |
| Competitie            | Aantal  | Jaren   | Aantal    | Jaren     |
| --------------------- | ------- | ------- | --------- | --------- |
| Nationaal             |         |         |           |           |
| Ligue 1               |         |         | 1x        | 2013      |
| Coupe de la Ligue     | 1x      | 2012    |           |           |
| Trophée des Champions | 1x      | 2011    |           |           |